# St. Lawrence County
Saint Lawrence County eller St. Lawrence county är ett administrativt område i delstaten New York, USA, med 111 944 invånare. Den administrativa huvudorten (county seat) är Canton. 

## Geografi
Enligt United States Census Bureau har countyt en total area på 7 308 km². 6 956 km² av den arean är land och 352 km² är vatten. 

### Angränsande countyn
- Franklin County - öst
- Herkimer County - syd
- Hamilton County - syd
- Lewis County - sydväst
- Jefferson County - väst
- gränsar mot Ontario, Kanada - norr, nordväst